# Dieppe

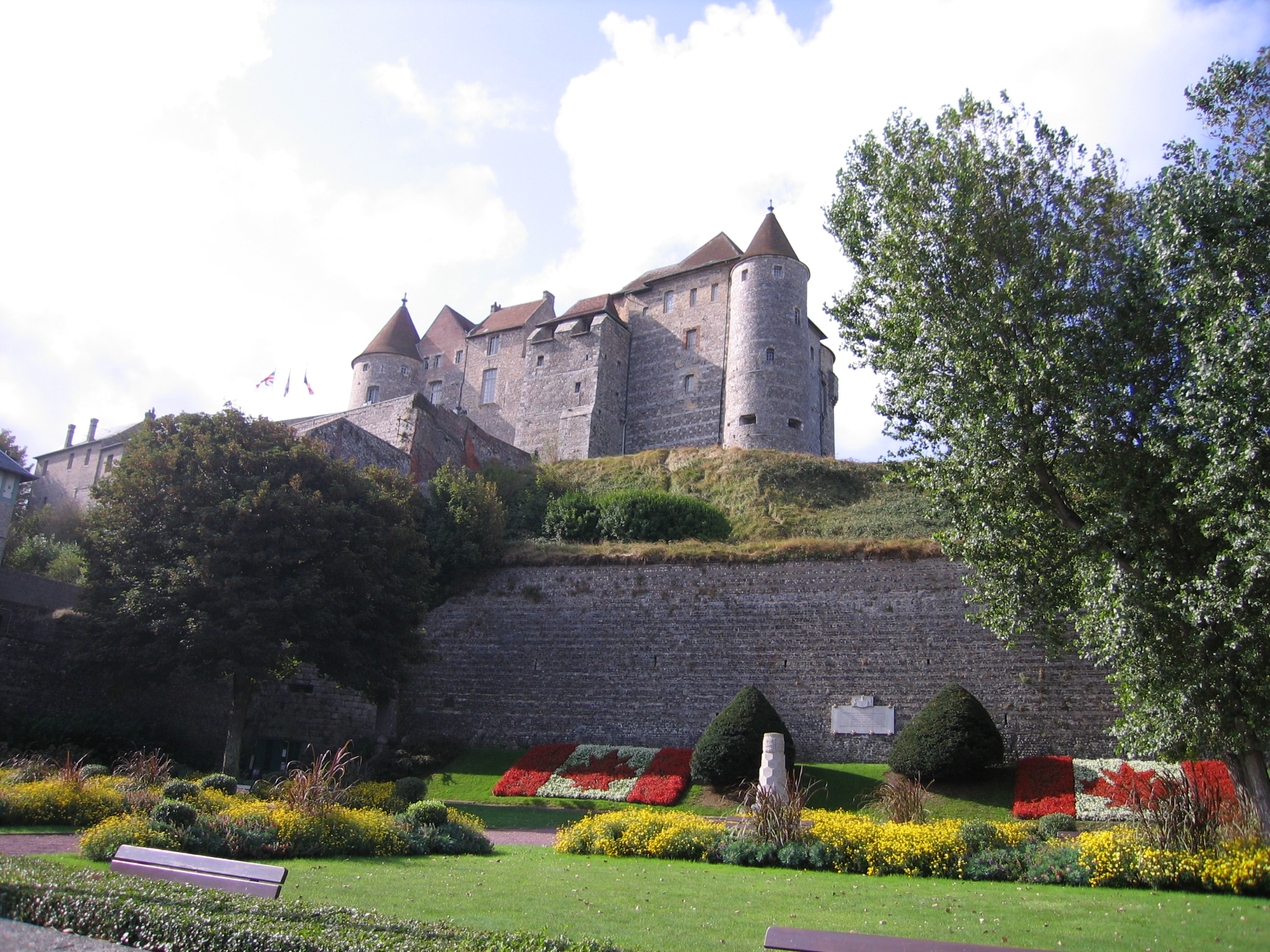
Castelul feudal Dieppe

Dieppe este un oraș în Franța, comună și sub-prefectură în departamentul Seine-Maritime, în regiunea Normandia de Sus. În 2009 avea o populație de 32670 de locuitori.
În august 1942, în timpul celui de al Doilea Război Mondial Dieppe a fost locul de desfășurare al unei debarcări aliate. Operațiunea a fost un eșec important, peste 2000 de soldați fiind făcuți prizonieri și cel puțin 100 fiind uciși.

## Personalități marcante
- Henri Marie Ducrotay de Blainville, naturalist